# 中國國際航空905號班機劫機事件
中國國際航空905號班機劫机事件是指1998年10月28日，該班機在由北京飛往昆明的途中遭機長袁斌劫持至台灣中正機場（今台灣桃園國際機場），劫機犯其後被台灣警方扣留，機上其余人員安然無恙。該事件是中國大陸民航機迄今最近一次被劫至台灣的事件，也是少見的當班飛行員劫機的案件。

## 事件經過
中國國際航空905號班機（CCA905/CA905）是一班由北京經昆明飛往仰光的定期航班。
1998年10月28日8時05分，该航班从北京首都国际机场起飛，當值機長為時年30歲的袁斌，另一位正駕駛為時年35歲的文飛，還有2名副駕駛。而袁斌安排其妻子徐梅坐在正副駕駛後的座位上。8時40分許，航機正飛至太原上空，袁斌對副機長文飛表示自己將轉變航向飛往台灣，並請求配合。同時，袁斌之妻徐梅把守著艙門。袁斌此言起初被副機長認為是在開玩笑，但由於袁斌已經轉變航向，副機長當即勸說袁斌，但袁斌有意猛踩方向舵，並威脅機組人員如不飛往台灣就會機毀人亡。其餘機組人員只得將飛機駕駛權交給袁斌。
文飛於9時15分向航管中心報告該機被劫持，中國民用航空局也曾通過無線電要求袁斌停止劫機，勸說未果後於10時20分電告中華航空，請求華航協助處理。10時25分，華航向中正國際機場和當時的交通部民用航空局副局長張國政報告此事，後者又將飛機遭劫一事報告給時任中華民國交通部常務次長張家祝。而此前CA905號班機已經將应答机設為7500（劫機代碼），中華民國空軍也於10時19分偵測到位於福建省崇安西南20海里處的遭劫班機，隨即下令桃園空軍基地派出4架戰機攔截。戰機通過無線電確定劫機者的意圖之後，護送CA905班機至中正機場。11時17分，CA905號班機在台北中正國際機場降落，袁斌和徐梅在飛機停穩後即被航警帶下客機進行偵訊，其餘機組人員及10名乘客也被偵訊，偵訊於14時30分左右結束。
飛機在台北降落後，海峡两岸关系协会緊急致電海峽交流基金會，要求台灣方面保證人機安全，協助飛機順利返回，遣返劫機犯。14時40分，正駕駛文飛與副駕駛廖與機場地勤人員的陪同下逐一檢視飛機的輪胎、飛機外觀等，作起飛準備，準備返回大陸；中華航空則為飛機補充燃料，為機上乘客提供食品、飲料。
劫機事件發生後，台北縣兩名議員在中正機場遭劫的國航客機前手舉“兩岸要和平，反對劫機”、“開放三通，不要劫機”等標語，以表達反劫機立場。17時40分，遭劫航機準備推出，在機場調度下優先出港。18時03分，飛機從中正機場起飛，經香港返回廈門，於19時22分在厦门高崎国际机场降落。當晚23時35分，CA905號班機到達昆明。

## 涉事班機
遭劫客機是一架1994年製造的波音737-3J6型，事發時機齡4.1年。2012年，該機從國航退役，改為貨機後轉予長龍國際貨運航空服役。
而被劫持的CA905班機當時由北京經昆明飛往仰光，2014年3月30日起改為由成都始發，仍然經昆明至仰光。北京至仰光的班機則改為不停站直飛。

## 劫機者
參與劫機的袁斌夫婦當時年齡都在30周歲以下。袁斌在接受偵訊時稱其未被分到住房，因待遇不公而採取劫機行動以示抗議。袁斌於1998年10月5日起計劃劫機，徐梅起初不同意，但在袁斌的堅持下才最終與其隨行。10月28日晚，袁斌與徐梅分別被送往桃園看守所和龍潭女監收押，得知將與妻子被分別關押後，袁斌絕食一日。
1998年12月8日，袁斌和徐梅被控劫機罪，因“相對來說不構成傷害”而被判七年徒刑。次年1月15日，桃園地方法院再度審理袁斌劫機案，袁斌和徐梅將被集中在內政部入出國及移民署新竹收容所等待遣返。2001年6月28日，袁斌夫婦與另外六名劫機至台灣者被遣返回中國大陸。

## 後續
CA905與其返程CA906航班並未更改編號，仍用於北京-昆明-仰光航線。2014年3月30日，此號改為成都-昆明-仰光，並新增CA715與716為北京-仰光直飛。